# Bavia
Genre
Synonymes
- Acompse L. Koch, 1879

Bavia est un genre d'araignées aranéomorphes de la famille des Salticidae.

## Distribution
Les espèces de ce genre se rencontrent en Asie du Sud-Est, en Asie de l'Est, en Océanie et à Madagascar.

## Liste des espèces
Selon World Spider Catalog (version 21.5, 05/01/2021) :
- Bavia aericeps Simon, 1877
- Bavia albolineata Peckham & Peckham, 1885
- Bavia capistrata (C. L. Koch, 1846)
- Bavia decorata (Thorell, 1890)
- Bavia fedor Berry, Beatty & Prószyński, 1997
- Bavia gabrieli Barrion, 2000
- Bavia hians (Thorell, 1890)
- Bavia intermedia (Karsch, 1880)
- Bavia maurerae (Freudenschuss & Seiter, 2016)
- Bavia nessagyna Maddison, 2020
- Bavia planiceps (Karsch, 1880)
- Bavia sexpunctata (Doleschall, 1859)
- Bavia sinoamerica Lei & Peng, 2011
- Bavia valida (Keyserling, 1882)

## Publication originale
- Simon, 1877 : « Études arachnologiques. 5e Mémoire. IX. Arachnides recueillis aux îles Philippines par MM. G. A. Baer et Laglaise. » Annales de la Société Entomologique de France, sér. 5, vol. 7, p. 53-96 (texte intégral).